# Генріх I (герцог Баварії)
Генріх I (*Heinrich I; 919/921 — 1 листопада 955) — герцог Лотарингії у 940 році, герцог Баварії у 948—955 роках.

## Життєпис
Походив з династії Людольфінгів. Другий син Генріха I Птахолова, короля Німеччини, та Матильди Вестфальської. Народився між 919 та 921 роками. 937 або 938 року одружився з донькою Арнульфа, герцога Баварії.
У 938 році після смерті батька Генріх разом з Еберхардом, герцогом Франконії, Танкмаром, графом Мерзебурга, і Гізельбертом, герцогом Лотарингії, повстав проти свого старшого брата і німецького короля Оттона I. Втім у 939 році Генріх зазнав поразки у битві при Біртені (поблизу Ксантена) і був змушений залишити країну. Його союзники невдовзі зазнали поразки при Андернаху, де загинули. Генріх емігрував до Франції, до двору короля Людовика IV, але під час вторгнення Оттона I до Лотарингії перейшов на його бік й примирився з братом.
У 940 році Генріх отримав від Оттона I Лотаринзьке герцогство, однак не зміг домогтися свого визнання в цьому князівстві і вже до кінця 940 року втік з Лотарингії.
У 941 році Генріх знову підняв заколот проти свого брата і організував замах на вбивство Оттона I в Кведлінбурзі. Змову було розкрито, Генріха схоплено і відправлено під арешт в Інгелгеймі. Втім незабаром брати знову примирилися.
У 947 році після смерті Бертольда, герцога Баварії, Оттон I передав Генріху це герцогство. Ставши правителем Баварії, Генріх I з успіхом відбивав вторгнення угорців і навіть приєднав до своїх володінь Веронську марку, а також Аквілею та Істрію. У 952 році на рейхстазі в Аусбурзі ці володіння було офіційно закріплено за Генріхом I.
951 році брав участь у поході Оттона I проти Беренгера II, короля Італії. У 953—954 роках Генріх I брав участь в придушенні заколоту Людольфа, герцога Швабії, та Конрада, герцога Лотарингії.
У 955 році Генріх I через хворобу не брав участі у битві на річці Лех, де німецьке об'єднане військо завдало нищівної поразки угорцям, що усунуло угорську небезпеку для країни. Герцог раптово помер в абатстві Пехльде. Було поховано в абатстві Нідермюнстері в Ратісбоні (сучасний Регенсбург). Йому спадкував син Генріх.

## Родина
Дружина — Юдіта, донька Арнульфа I, герцога Баварії
Діти:
- Генріх (951—995), герцог Баварії у 955—995 роках
- Герберга (940—1001), абатиса монастиря Гандерсхейм
- Гадевіга (939—994), дружина Бурхарда III, герцога Швабії